# Обман с несколькими личностями
Обман с несколькими личностями (англ. Multiple identity fraud) — один из способов злоупотребления доказательством с нулевым разглашением для идентификации участника.

## Описание
В доказательствах с нулевым разглашением предполагается, что доказывающая сторона владеет некоторым секретом, который идентифицирует её личность. Секрет доказывающая сторона получает от доверенного центра. Допустим, что при выдаче секрета внешность индивидуума не проверяется, или она не уникальна, или не может быть проверена надлежащим образом. Тогда эта сторона может сгенерировать несколько секретов, записать их в открытый файл доверенного центра, и следовательно у неё будет «несколько личностей». Такая возможность позволяет, например, совершить преступление и безнаказанно скрыться. Пусть сторона создает несколько личностей, одну из которых никогда не использует. Затем, во время совершения преступления сторона идентифицирует себя этой, никогда не используемой личностью. После преступления личность никогда больше не используется. Таким образом, выследить преступника практически невозможно.

## Способы предотвращения
Простейший способ предотвращения обмана с несколькими личностями предполагает, что доказывающая сторона не может иметь более одной личности. Один из вариантов заключается в предотвращении кражи детей, защищенных от клонирования, и у которых есть уникальный идентификатор, полученный из части их генетического кода. Также, каждый ребенок может получить личность от родителя только при рождении. Однако, в этот момент родитель может создать несколько личностей для ребенка (например, получение более двух свидетельств о рождении). Поэтому, в этом случае, создание уникальной личности основано на доверии.

## Примечание
1. ↑  Шнайер, 2002, p. 93.
2. ↑  Desmedt, Goutier, Bengio, 1988, p. 25.